# Dicranomyia (Glochina) persordida
Dicranomyia (Glochina) persordida is een tweevleugelige uit de familie steltmuggen (Limoniidae). De soort komt voor in het Palearctisch gebied.